# Coupe de Macao de football
La Coupe de Macao de football (Taça de Macau em Futebol) a été créée en 1951. Elle se dispute chaque année entre les clubs macanais, à travers plusieurs tours à élimination directe. Avec quatre trophées, le club de Tak Chun Ka I est le plus titré dans la compétition.

## Déroulement
Les clubs de première et deuxième division prennent part à la compétition, qui se dispute en match simple à élimination directe, jusqu'à la finale. 

## Palmarès
- 1951 : Sporting Clube de Macau
- De 1952 à 2006 : Inconnu
- 2007 : PSP Macao 2-1 Clube Desportivo Monte Carlo
- 2008 : Hoi Fan 3-2 Clube Desportivo Monte Carlo
- 2009 : Windsor Arch Ka I 1-1 (3-2 tab) Hoi Fan
- 2010 : Windsor Arch Ka I 2-0 Grupo Desportivo de Lam Pak
- 2011 : Non disputée
- 2012 : Grupo Desportivo de Lam Pak 5-1 Clube Desportivo Monte Carlo
- 2013 : Casa do Sport Lisboa e Benfica 1-0 Windsor Arch Ka I
- 2014 : Casa do Sport Lisboa e Benfica 1-1 (7-6 tab) Clube Desportivo Monte Carlo
- 2015 : Windsor Arch Ka I 5-0 Casa do Sport Lisboa e Benfica
- 2016 : Tak Chun Ka I 3-1 Chao Pak Kei
- 2017 : Casa do Sport Lisboa e Benfica 8-1 Clube Desportivo Monte Carlo
- 2018 : Chao Pak Kei 5-1 Ching Fung
- 2019 : Ching Fung 2-2 (3-1 ap) Chao Pak Kei
- 2020 : Non disputée
- 2021 :  Chao Pak Kei 0-0 (6-5 tab) Ching Fung
- 2022 :  Chao Pak Kei 4-1 Clube Desportivo Monte Carlo
- 2023 : Clube Desportivo Monte Carlo 2-2 (4-1 tab) Casa do Sport Lisboa e Benfica
- 2024: Gala (Jia Hua) 2–0 Benfica de Macau

## Bilan par clubs
- 4 titres : Tak Chun Ka I
- 3 titres : Casa do Sport Lisboa e Benfica, Chao Pak Kei
- 1 titre : Clube Desportivo Monte Carlo, Fan, Grupo Desportivo de Lam Pak, PSP Macao, Sporting Clube de Macau, Ching Fung

## Sources
- (en) Palmarès de la Coupe de Macao sur le site RSSSF.com